# Willem du Pont
Willem baron du Pont (Maastricht, 9 juli 1751 - Lausanne, 11 december 1829) was een Nederlands luitenant-generaal der artillerie en commandeur in de Militaire Willems-Orde.

## Familie
Du Pont werd geboren als zoon van Anthony l'Espérance du Pont (1710-1788), officier in Statendienst 1829-, laatstelijk commandant artillerie 1785-, en Elisabeth Ketwich (1716-1808).
In 1815 werd hij verheven in de Nederlandse adel met de titel van baron (waarschijnlijk op te vatten als personele verlening).
Hij trouwde in 1791 Eleonore Antoinette Grenier (1767-1794) uit welk huwelijk één dochter werd geboren: jkvr. Constance Elisabeth du Pont (1792-1877) met wie het adellijke geslacht uitstierf.

## Loopbaan
Du Pont trad al op jonge leeftijd (14 of 15 jaar) bij de compagnie van zijn vader in dienst en werd op 13 september 1770 benoemd tot onderluitenant. Hij werd op 30 september 1774 bevorderd tot eerste luitenant (meester vuurwerker), op 27 augustus 1781 bevorderd tot kapitein-luitenant en op 18 november 1787 benoemd tot kapitein-eigenaar van zijn vaders compagnie. Op 6 mei 1793 werd hij bevorderd tot majoor en op 11 december van dat jaar tot luitenant-kolonel. Hij was dat jaar tevens werkzaam als commandant van het veldgeschut bij de eerste divisie onder bevel van prins Frederik van Oranje tijdens de Postenoorlog in Vlaanderen. In april 1794 onderscheidde hij zich bij het beleg van Landrecies en in juni van datzelfde jaar was hij aanwezig bij de Slag bij Fleurus. Na het vertrek van Willem V nam hij op 10 april 1795 zijn ontslag en vertrok hij naar het rassemblement van Osnabrück; aldaar kreeg hij het bevel over een compagnie artillerie te Twistringen. Het ressemblement werd op 8 december 1795 ontbonden en Du Pont trad nu in dienst van de Nassause erfstaten onder Willem V; hij was in 1800 te Marburg belast met de werving van Hollandse vluchtelingen, die bij de Hollandse brigade in Engeland werden ingelijfd.
Een bataljon artillerie van zes compagnieën werd op Wight onder Du Pont gekantonneerd met als basis Lymington; deze Hollandse brigade werd echter bij de Vrede van Amiens (27 maart 1802) ontbonden en Du Pont keerde naar Duitsland terug. Aldaar werd hij tot kolonel bij de Nassause troepen benoemd en keerde in 1813 met de erfprins naar het vaderland terug. Op 5 februari 1814 werd Du Pont bevorderd tot generaal-majoor en in maart tot luitenant-generaal benoemd met de titel van inspecteur-generaal. Daarnaast werd hij op 8 juli 1815 benoemd tot Commandeur in de Militaire Willems-Orde voor "verdiensten in het verleden", d.i. zijn betoonde moed in de dagen van 1793-1794 en zijn beleid en trouw in latere tijd. Toen het departement van de grootmeester der artillerie op 1 januari 1818 werd ingesteld werd Du Pont tot chef der artillerie benoemd; hij voelde zich echter niet opgewassen tegen deze zware taak, legde op 18 augustus zijn functie neer en vertrok vervolgens naar Zwitserland, waar hij in 1829 overleed.